# دموین (آیووا)
دِموین (به انگلیسی: Des Moines) مرکز ایالت آیووا در آمریکاست.

## منابع

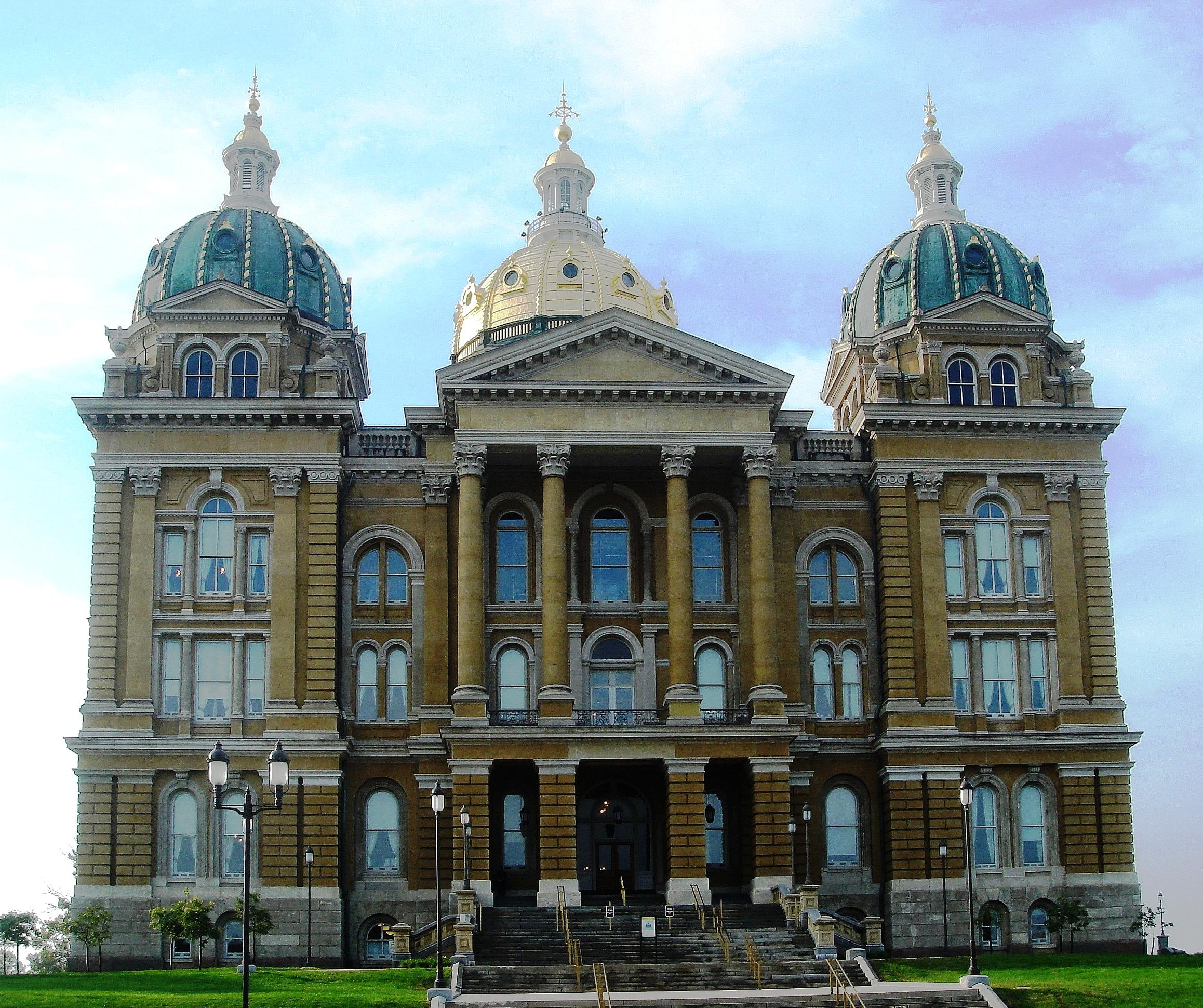
ساختمان پایتخت ایالت آیووا